# Richterův–Veresovův útok
Richterův–Veresovův útok (ECO D01) je šachové zahájení zavřených her ze skupiny her dámským pěšcem. Charakterizují ho tahy
1. d4 d5 2. Jc3 Jf6 3. Sg5
Také často vzniká v pořadí tahů 1. d4 Jf6 2. Jc3 d5 3. Sg5
Vede k živé hře. Na nejvyšší úrovni se ale vyskytuje zřídka.

## Historie
Zahájení se poprvé objevilo v partii I.Gunsberg-A.Burn, Amsterdam 1889, černý ale reagoval tahem 3... e6, načež hra přešla do Francouzské obrany. Rok na to již černý odpověděl 3...Sf5 v partii I.Von Popiel-G.Marco, Vídeň 1890.
Ve 20. letech 20. století zahájení hrával Savielly Tartakower. Svůj název nese po německém šachovém mistru Kurtu Richterovi, který tak hrával ve 30. letech 20. století a zahájení obohatil s myšlenkou prosazovat postup e4. Gavriil Veresov pak zahájení používal od 2. světové války a dále přispěl k jeho teorii. Na vrcholové úrovni se zahájení neobjevuje, občas ho ale zkusí i známí hráči. V 60. letech ho zkusil v několika partiích David Bronštejn, v 80. letech ho hrával Anthony Miles a v dnešní době ho občas zahraje Alexandr Morozevič.

## Strategie
Protože tahem 2. Jc3 si bílý blokuje postup pěšcem na c4, což je nevýhoda tohoto zahájení, tak se snaží o protihru středem. V mnoha variantách se bílý může rozhodnout vytvořit černému dvojpěšce výměnou střelce za jezdce Sxf6. Pak se černý snaží kompenzovat si zhoršenou pěšcovou strukturu dvojicí střelců. Jinou a neméně častou je pak za bílého tahem f3 připravovat obsazení středu tahem e4. Také není vzácností, že bílý volí velkou rošádu a vzniká tak pozice s opačnými rošádami s šancemi na obou stranách.

## Varianty
1. d4 d5 2. Jc3 Jf6 3. Sg5
- 3... e6 přechází po 4. e4 do Francouzské obrany
- 3... h6 4. Sxf6 exf6 5. e3 c6 6. Sd3 s dalším Df3 s iniciativou bílého
- 3... g6 4. Sxf6 exf6 a černý má protišance díky dvojici střelců, možné je 4. Dd2 s nejasnou hrou
- 3... c5 4. Sxf6 gxf6 a bílý má na výběr mezi 5. e4 dxe4 s komplikacemi a 5. e3 cxd4! (po 5... Jc6 6. Dh5 má bílý iniciativu) 6. exd4 h5! s protihrou černého
- 3... c6 4. Sxf6 exf6 5. e3 má černý za zhoršenou pěšcovou strukturu dvojici střelců; bílý může volit i tahy 4. Dd3 nebo 4. f3 s nejasnou hrou
- 3... Sf5 bílý se může rozhodnout mezi 5. Sxf6 exf6 (nebo i 5...gxf6 6. Sd3) 6. Sd3 kde se černý snaží mít za dvojpěšce protihru a 5. f3 Jbd7 6. Jxd5 (nebo i 6.e4 s kompenzací) 6... Jxd5 7. e4 s nejasnou situací
- 3... Jbd7 je nejčastější reakce, po které se bílý může rozhodnout pro ostřejší pokračování 4. Dd3 ; 4. Dd2 nebo 4. f3 s nejasnými zápletkami a může zvolit i klidnější 4. Jf3 načež má černý na výběr mezi 4... h6 , 4... g6 a 4... c6 s protihrou [2]